# The Highwaymen
The Highwaymen è stato un supergruppo di musica country formatosi nel 1985 e composto da Johnny Cash, Willie Nelson, Waylon Jennings e Kris Kristofferson, quattro grandi esponenti di questo genere.

## Storia del gruppo
I quattro mischiano canzoni scritte da loro stessi ed anche brani di altri autori. Nel 1985 esce il loro primo album Highwaymen, del quale si possono ricordare brani come Highwayman scritta da Jimmy Webb, Big River celebre pezzo di Johnny Cash presente nel suo album With His Hot and Blue Guitar, Desperados Waiting for a Train di Guy Clark o Deportee di Woody Guthrie.
Nel 1990 esce Highwaymen 2, del quale degne di nota sono Anthem 84 di Kris Kristofferson o Texas, canzone di Willie Nelson, il quale la inserì successivamente anche nel suo album It Always Will Be del 2004. Nel 1995 esce l'ultimo album The Road Goes On Forever. Quest'ultimo contiene pezzi come Live Forever, celebre brano di Billy Joe Shaver, I Do Believe di Waylon Jennings, The End Of Understanding di Willie Nelson.

## Discografia

### Album in studio
- 1985 - Highwayman
- 1990 - Highwayman 2
- 1995 - The Road Goes on Forever

### Album live
- 1986 - Live: American Outlaws

### Raccolte
- 1995 - Highwaymen Ride Again
- 1999 - Super Hits
- 2005 - Country Legends
- 2010 - The Essential Highwaymen
- 2016 - The Very Best of the Highwaymen